# August Claas

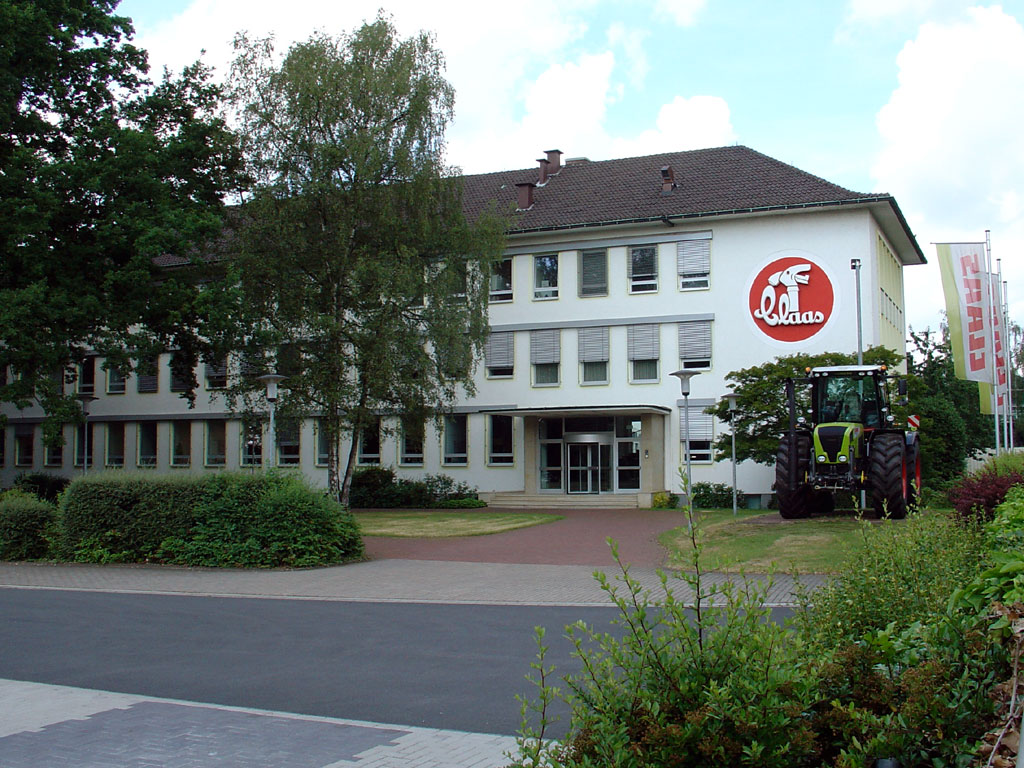
De hoofdingang van het bedrijf Claas.

August Claas (Clarholz, 15 december 1887 - Harsewinkel, 12 april 1982) was een Duitse ondernemer en oprichter van het familiebedrijf Claas, producent van landbouwmachines zoals tractoren, heftrucks, maaiers en maaidorsers.
Hij werd geboren als tweede zoon in het landbouwersgezin van Franz Claas (1859-1928) en Maria Prövestmann (1861-1922). In 1913 startte August Claas in Charholz met een eigen bedrijf om geleidelijk vanaf 1914 samen met zijn drie broers Theo, Franz en Bernhard de Firma Claas op te richten. In 1921 bracht hij zijn eerste maaier en strobinder op de markt. Als gevolg van de technologische ontwikkelingen en eigen patenten groeide het aanbod uit tot de meest uiteenlopende landbouwmachines. Ook na zijn pensionering en overlijden bleef het bedrijf via zoon en kleindochter in familiale handen.
In 2012 telde het in Harsewinkel gevestigde Claas meer dan negenduizend medewerkers en draaide het een omzet van € 3,4 miljard.

## Onderscheidingen
- 1952: Bundesverdienstkreuz I. Klasse
- 1952: Ereburger van Harsewinkels
- 1955: Ere-doctoraat Werktuigbouwkunde aan de Technische Universiteit Braunschweig
- 1957: Großes Verdienstkreuz
- 1957: In Harsewinkel wordt een straat de August-Claas-Straße genoemd
- 1962: Stern des Großen Verdienstkreuzes des Verdienstordens der Bundesrepublik Deutschland
- 2008: In Harsewinkel wordt de August-Claas-Schule naar hem genoemd